# Larenz Tate
Larenz Tate (ur. 8 września 1975 w Chicago) – amerykański aktor filmowy i telewizyjny.

## Filmografia
- The Women of Brewster Place (1989) jako Sammy
- Clippers (1991) jako Tj
- Nasiona tragedii (Seeds of Tragedy, 1991) jako Cornelius
- Zagrożenie dla społeczeństwa (Menace II Society, 1993) jako Kevin "O-Dog"
- Niezwykłe lato (The Inkwell, 1994) jako Drew Tate
- South Central (1994) jako Andre
- Martwi Prezydenci (Dead Presidents, 1995) jako Anthony Curtis
- Miłość od Trzeciego Spojrzenia (Love Jones, 1996)
- Wysłannik Przyszłości (The Postman, 1997) jako Ford Lincoln Mercury
- Miłość jest dla głupców (Why Do Fools Fall In Love, 1998) jako Frankie Lymon
- Love Come Down (2000) jako Neville Carter
- Odwet (A Man Apart, 2003) jako Demetrius Hicks
- Pokonaj najszybszego (Biker Boyz, 2003) jako Wood
- Ray (2004) jako Quincy Jones
- Miasto gniewu (Crash, 2004) jako Peter
- Crenshaw Blvd. (2005) jako Quincy "Szybki" Lyles
- Love Monkey  (2006) jako Shooter Cooper
- Cios poniżej pasa (2006) jako Lucky